# Amiidae
Famille
Les Amiidae sont une famille de poissons dont il ne reste actuellement qu'une espèce (Amia calva).

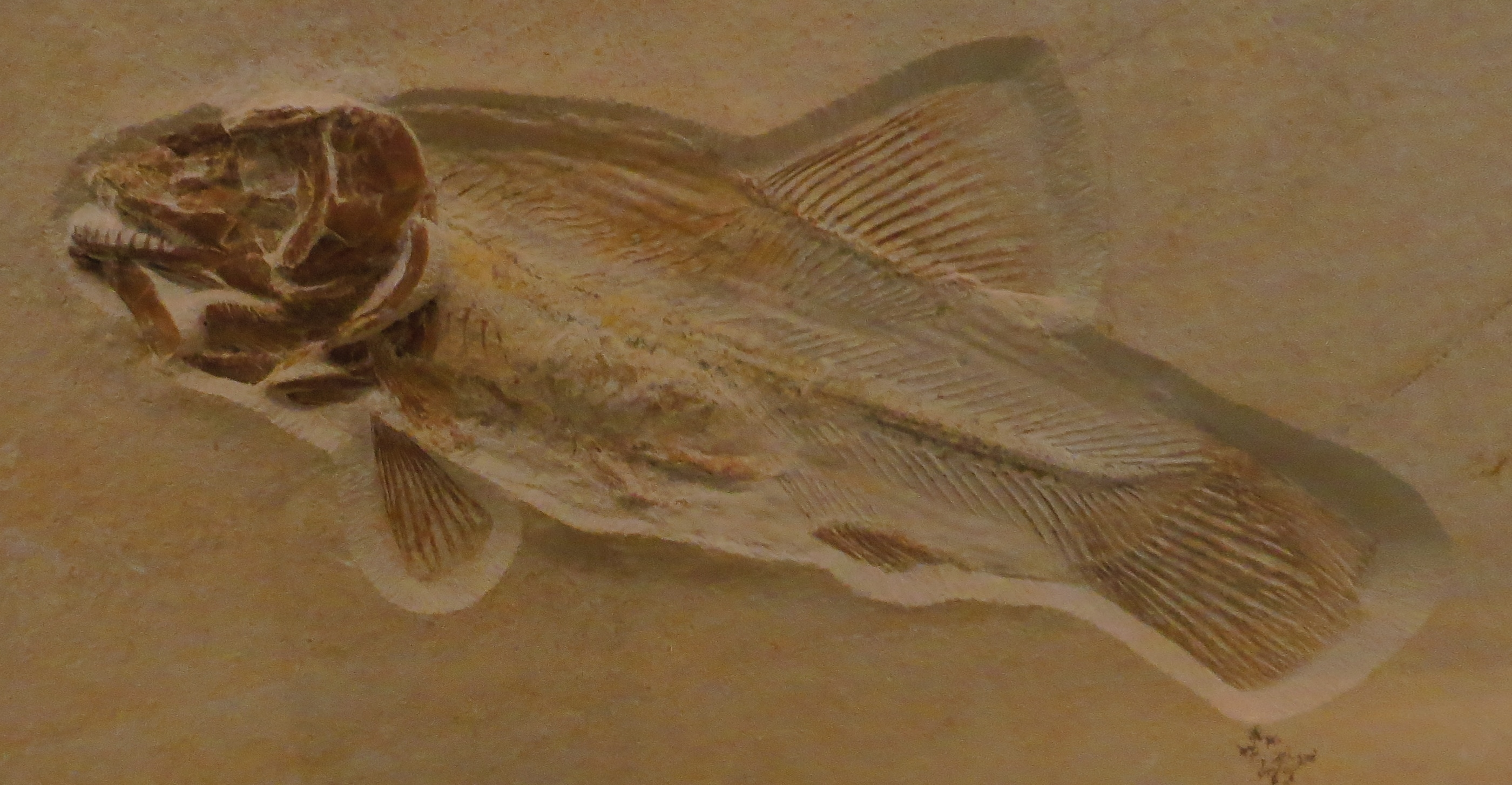
Amiopsis lepidota†

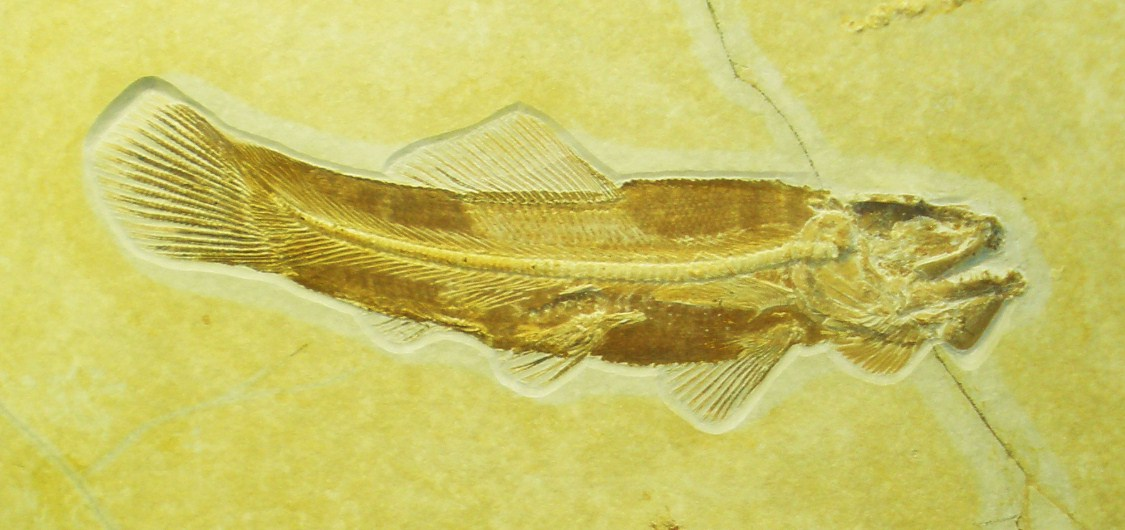
Amiopsis lepidota†

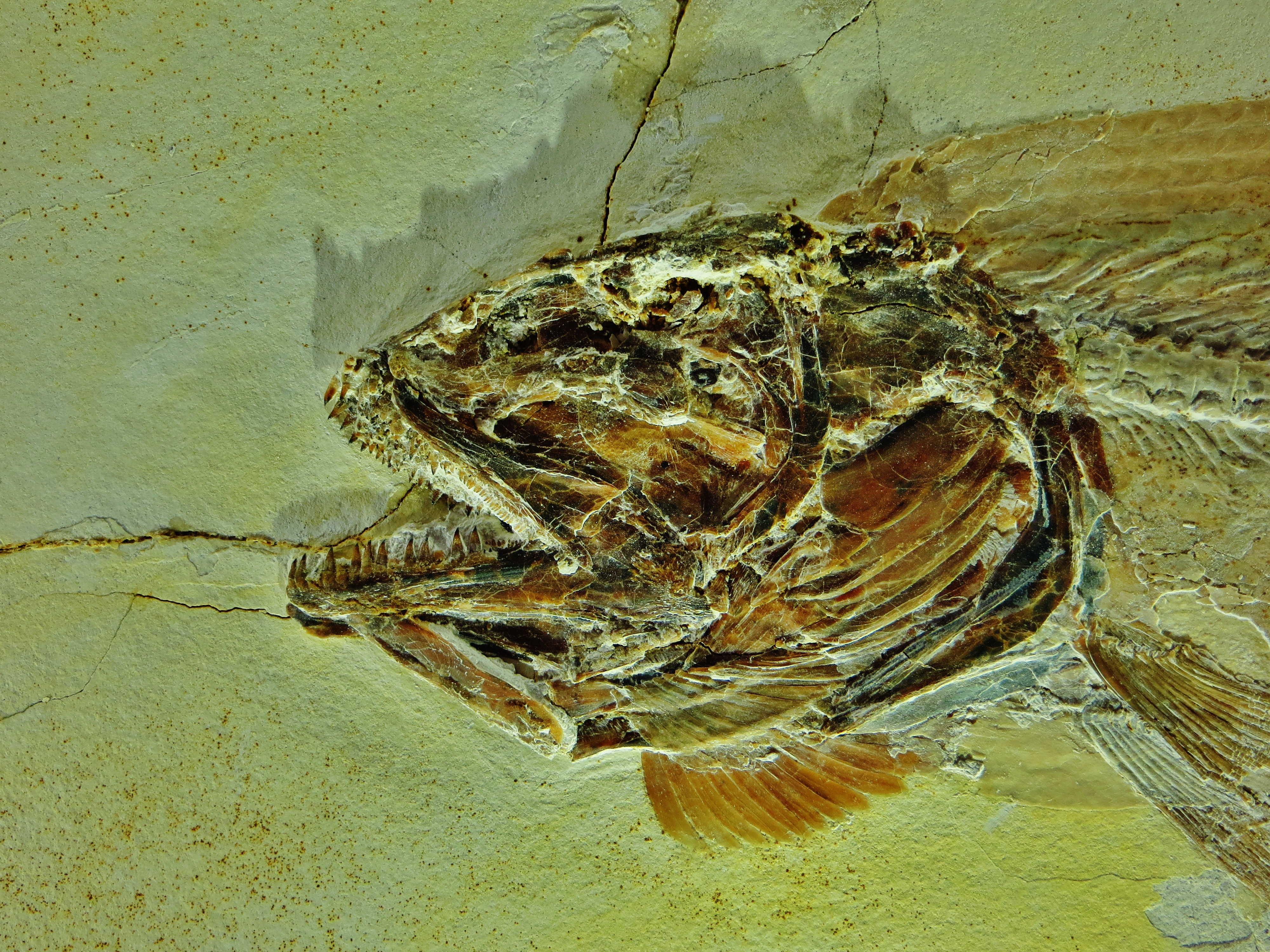
Tête de Amiopsis lepidota†

Ils abondaient au Crétacé.

## Classification
Sous-familles et genres :
- †Amiopsinae
  -     - †Amiopsis
- †Solnhofenamiinae
  -     - †Solnhofenamia
- †Vidalamiinae
  - †Calamopleurini
    - †Maliamia
    - †Calamopleurus

  - †Vidalamiini
    - †Vidalamia
    - †Pachyamia
    - †Melvius
- Amiinae
  -     - †Pseudamiatus
    - †Cyclurus
    - Amia
- I.S.
  -     - †Nipponamia